# Twentynine Palms (pel·lícula)
Twentynine Palms és una pel·lícula francesa del 2003 dirigida per Bruno Dumont. Fou presentada a secció oficial de la 60a Mostra Internacional de Cinema de Venècia

## Argument
Amb una dona russa anomenada Katia, un jove fotògraf estatunidenc anomenat David condueix un Hummer des de Los Angeles a un motel a la petita ciutat del desert de Twentynine Palms. Com que ella gairebé no parla anglès i ell no parla rus, parlen en francès, una llengua en la qual cap dels dos té confiança. Per tant, gran part de la seva comunicació és no verbal i els dos sovint s'entenen malament.
Els seus dies es passen conduint i caminant pel desert buit, de vegades nus. Fan l'amor, lluiten o simplement passen el temps. La càmera contrasta la immensitat, l'atemporalitat i el buit del paisatge amb els dos petits humans. No obstant això, a més de la bellesa natural, el desert conté una amenaça. Detingut per una camioneta plena de rednecks, David és colpejat i violat mentre la Katia és despullada i obligada a mirar. De tornada al motel després del seu calvari, David es talla els cabells abans d'apunyalar la Katia fins a la mort. La policia troba el Hummer al desert amb el seu cadàver al costat.

## Repartiment
- Katia : Yekaterina Golubeva
- David : David Wissak